# Manganocromita
La manganocromita és un mineral de la classe dels òxids, que pertany al grup de l'espinel·la.

## Característiques
La manganocromita és un òxid de fórmula química (Mn,Fe)(Cr,V)₂O₄. Forma una sèrie de solució sòlida amb la vuorelainenita. Cristal·litza en el sistema cúbic. La seva duresa a l'escala de Mohs és 5,5.
Segons la classificació de Nickel-Strunz, la manganocromita pertany a «04.BB: Òxids amb proporció Metall:Oxigen = 3:4 i similars, amb només cations de mida mitja» juntament amb els següents minerals: cromita, cocromita, coulsonita, cuprospinel·la, filipstadita, franklinita, gahnita, galaxita, hercynita, jacobsita, magnesiocoulsonita, magnesiocromita, magnesioferrita, magnetita, nicromita, qandilita, espinel·la, trevorita, ulvöspinel·la, vuorelainenita, zincocromita, hausmannita, hetaerolita, hidrohetaerolita, iwakiïta, maghemita, titanomaghemita, tegengrenita i xieïta.

## Formació i jaciments
Es troba en filons en dipòsits hidrotermals de pirita metamorfosada, en dipòsits de sulfur de ferro metamorfosat associat amb vulcanisme fèlsic submarí, i en els nòduls d'un meteorit de ferro (com en el meteorit Burkhala). Sol trobar-se associada a altres minerals com: pirrotina, rútil, diòpsid, vuorelainenita, esfalerita, alabandita, troilita, daubreelita, sulfurs de zinc, olivina i diversos piroxens. Va ser descoberta l'any 1978 a la pedrera Shepherd Hill, a Nairne, Mont Barker (Austràlia Meridional, Austràlia). També ha estat descrita al complex ofiolític del mont Vourinos (Departament de Macedònia, Grècia), al volcà Mutnovsky (óblast de Kamtxatka, Rússia), a Ol'khonskiye Vorota (llac Baikal, Rússia), a la mina Sätra (Östergötland, Suècia) i a la mina Serrana (El Molar, Tarragona, Catalunya).